# Jay Novacek
Jay McKinley Novacek (* 24. Oktober 1962 in Martin, South Dakota) ist ein ehemaliger US-amerikanischer American-Football-Spieler auf der Position des Tight Ends. Er spielte zwölf Jahre in der National Football League (NFL) und gewann mit den Dallas Cowboys dreimal den Super Bowl.

## Spielerlaufbahn

### College
Jay Novacek spielte während seiner Schulzeit in einer Highschool in Gothenburg, Nebraska, bevor er 1981 seine Collegeausbildung an der University of Wyoming begann. Bis 1984 fing er dort Pässe für einen Raumgewinn von 1536 Yards und erzielte zehn Touchdowns. Er stellte einen landesweiten Rekord für den höchsten Durchschnitt an erzieltem Raumgewinn pro Passfang (22,6 Yards) durch einen Tight End in einer Saison (1984) auf. Novacek war auch ein guter Leichtathlet und belegte 1984 den vierten Platz im Zehnkampf bei den nationalen Collegemeisterschaften. Schnell wurden die Scouts der NFL auf ihn aufmerksam.

### NFL
1985 wurde er von Arizona Cardinals, die damals noch in St. Louis beheimatet waren, in der sechsten Runde an 158. Stelle des NFL Drafts 1985 ausgewählt. Die relative späte Verpflichtung machte deutlich, dass man die Fähigkeiten von Novacek nicht allzu hoch einschätzte. In seinen ersten beiden Jahren erhielt er kaum Spielzeit. Erst im dritten Jahr wurde er vermehrt eingesetzt und konnte in den nachfolgenden drei Jahren insgesamt acht Touchdowns für sein Team erzielen.
1990 wurde Novaceks von einem der schlechtesten Teams der NFL, den Dallas Cowboys, verpflichtet. Novacek entwickelte sich dort zu einem wichtigen Bestandteil der Offense. Der Eigentümer der Cowboys, Jerry Jones, und der Head Coach der Mannschaft, Jimmy Johnson, verpflichteten weitere junge, erfolgshungrige Spieler in dieser Zeit. Als Rookies, bzw. von anderen Clubs verpflichtet wurden unter anderem der Wide Receiver Alvin Harper, der Halfback Emmitt Smith, der Fullback Daryl Johnston, der Quarterback Troy Aikman und der Offensive Tackle Erik Williams. Darüber hinaus überwand der, bereits seit 1988 bei den Cowboy spielende, Wide Receiver Michael Irvin einen Kreuzbandriss. Der bereits seit längerer Zeit bei den Cowboys spielende Jim Jeffcoat und der später verpflichtete Darren Woodson halfen aus der Defense ein Bollwerk zu machen. Novacek, der ein herausragender Athlet war, wurde als Passempfänger und Blocker zu einem dieser Schlüsselspieler bei den Cowboys.
Die Anzahl der hervorragenden Angriffsspieler bei den Cowboys machte diese schwer ausrechenbar. Novacek erzielte für die Cowboys 28 Touchdowns in der Regular Season und während der Play-offs. Darüber hinaus wurde er auch als Blocker für Emmitt Smith eingesetzt. Zusammen mit Daryl Johnston und der Offensive Line gelang es Novacek immer wieder Smith den Weg in die Endzone freizublocken. Novacek gewann mit den Cowboys dreimal den Super Bowl – nach der Regular Season der Saison 1992 im Super Bowl XXVII gegen die Buffalo Bills mit 52:17. Novacek erzielte in dem Spiel einen Touchdown und konnte sieben Pässe mit einem Raumgewinn von 72 Yards fangen, in der Saison 1993 im Super Bowl XXVIII erneut gegen die Mannschaft aus Buffalo mit 30:13 und in der Saison 1995 im Super Bowl XXX gegen die Pittsburgh Steelers mit 27:17. Auch in diesem Spiel gelang es Novacek einen Touchdown zu erzielen. Er fing insgesamt fünf Pässe für einen Raumgewinn von 50 Yards. Nach dem letzten Super Bowl beendete Novacek seine Karriere.

## Ehrungen
Novacek spielte fünfmal im Pro Bowl und wurde fünfmal zum All-Pro gewählt. Ferner ist er Mitglied in der College Football Hall of Fame, in der Texas Cowboy Hall of Fame, in der Hall of Fame seines Colleges sowie in die Nebraska High School Hall of Fame.

## Nach der Karriere
Jay Novacek betrieb nach seiner Spielerlaufbahn eine Ranch in Brady, Nebraska. Er ist sozial engagiert und leitet im Sommer ein Trainingslager für Nachwuchsfootballspieler. Ferner leitet er eine Organisation, die Geld für Schulen in West Texas sammelt. 2010 starb seine Ehefrau LeAnne Novacek. Sie hatte Suizid begangen.